# アコレ
アコレ（英: A・Colle）は、東京都板橋区に本社を置くイオングループの株式会社ビッグ・エーが運営する小型のディスカウントストア。
元々はイオンリテール株式会社のブランドだったが、2015年3月に事業が分社化され、2021年2月まで同名の「アコレ株式会社（英: A・Colle Co., LTD.）」によって運営されていた。

## 概要
2008年9月にイオンリテールが第1号店である平和台駅前店（東京都練馬区）を実験的に出店。2015年3月1日にアコレの事業を新設した「アコレ株式会社」へ分社化されたが、2021年3月1日に同じイオングループでディスカウントストアを運営する株式会社ビッグ・エーへ店舗事業が承継され、同社の運営となった。
ドイツのハードディスカウンター（ディスカウントストアの一種）をモデルに、段ボール箱から商品を取り出さずに陳列したり、レジ袋を有料としたり、折り込み広告や特売セールを行わないなど徹底したコストダウンを図っている。かつては店内放送及びBGMを流していなかった点も特色の一つだった。
店舗看板はオレンジをベースにしており、従業員のエプロンもオレンジのものを使用している。当初は「ÆON」のロゴマークがなく、イオングループの「お客さま感謝デー」を実施せず、電子マネーの利用ができなかった。2013年ごろより各種電子マネー（WAON・iD・QUICPay・交通系ICカード）を利用した決済が可能となった。2016年6月8日より共通ポイントサービスの「WAON POINT」「WAON POINTカード」を他イオングループ店舗よりも先行する形で開始した。
2024年7月にみつわ台5丁目店を「ビッグ・エー」へ改装（同時に店舗名も千葉みつわ台店へ変更）したのを皮切りに、一部の店舗が改装のタイミングで「アコレ」から「ビッグ・エー」へ屋号変更されている。なお、屋号変更に伴ってWAON以外の電子マネーが利用不可（代わりにPayPayとau Payの利用が可能となる）、取扱クレジットカードの縮小（「AEON Financial」のアクセプタンスマーク又はVisa・mastercard・JCBいずれかの国際ブランドマークがあるカードのみ）、イオン商品券・イオンギフトカードの利用が不可となるなど現金以外の決済方法で一部変更されているので注意が必要となる。
また、アコレが閉店した跡地に、イオングループの類似業態であるまいばすけっとが開店する例も多い。
マックスバリュ中部（現・マックスバリュ東海）の前身となる企業が「アコレ」の名称で三重県内を中心にスーパーマーケットを展開していたが、名称が同じであるだけで直接的な関係はない。